# Stelling van Gauss-Wantzel
De stelling van Gauss-Wantzel is een stelling waarin de meetkunde en de getaltheorie worden gecombineerd. De stelling is naar Carl Friedrich Gauss (1777-1855) en Pierre-Laurent Wantzel (1814-1848) genoemd.
De stelling zegt dat het dan en slechts dan mogelijk is een regelmatige n-hoek alleen met passer en liniaal te tekenen als de bij {\displaystyle n} horende indicator φ(n) een macht is van {\displaystyle 2}. Dit komt ermee overeen dat {\displaystyle n} het product is van een macht van {\displaystyle 2} en van oneven priemfactoren, die allemaal verschillende fermat-priemgetallen zijn. De enige bekende fermat-priemgetallen zijn {\displaystyle 3,5,17,257} en {\displaystyle 65537}.
Gauss gaf in zijn Disquisitiones arithmeticae {\displaystyle \cos {{\frac {1}{17}}2\pi }} geschreven als een exacte waarde met vierkantswortels.